# Loxandrus reflexus
Loxandrus reflexus är en skalbaggsart som beskrevs av Leconte 1878. Loxandrus reflexus ingår i släktet Loxandrus och familjen jordlöpare. Inga underarter finns listade i Catalogue of Life.